# 高木貞正
高木 貞正（たかぎ さだまさ、1851年（嘉永4年10月） - 1920年（大正9年）3月29日）は、明治から大正時代の政治家。銀行家。衆議院議員。

## 経歴
美濃国上石津郡、のちの岐阜県上石津郡多良村（養老郡多良村、上石津村、上石津町を経て現大垣市）出身。
学区取締を経て、1879年（明治12年）多芸・上石津郡長に就任する。ほか、濃飛農工銀行、大垣貯蓄銀行、大垣共立銀行各監査役を歴任した。
1894年（明治27年）3月の第3回衆議院議員総選挙では岐阜県第3区から出馬し当選。衆議院議員を1期務めた。